# 클라렌스 리질리 그레이트하우스

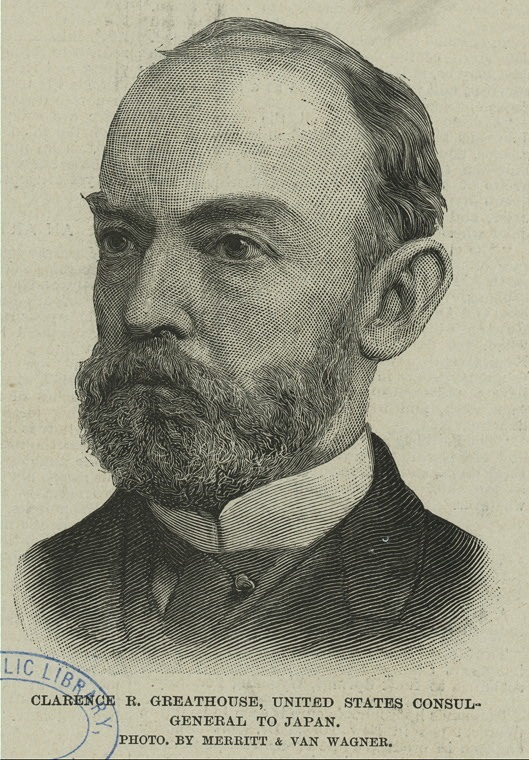
요코하마 주재 미국 영사 재직 당시 그레이트하우스 (약 1890년)

클래런스 리즐리 그레이트하우스(Clarence Ridgley Greathouse, 1846년 9월 17일 – 1899년 10월 21일)는 미국인 기자, 변호사, 외교관으로 일본과 한국에서 활동했다. 한국에서 그는 1895년 10월 발생한 한국의 명성황후 시해 사건 조사팀을 이끌었던 것으로 가장 잘 알려져 있다.
클래런스 리즐리 그레이트하우스는 켄터키에서 태어났으며, 캘리포니아로 이주한 리즐리 그레이트하우스 박사의 아들이었다. 1870년 클래런스 그레이트하우스는 법률 실무를 위해 샌프란시스코로 이주했다. 그곳에서 그는 또한 지역 민주당 정치에 적극적으로 참여했으며, 1883년 민주당 일간지인 샌프란시스코 이그재미너의 총지배인으로 임명되었다. 그는 1886년 일본 요코하마시 주재 미국 총영사로 임명될 때까지 이 직책을 맡았다. 그는 1886년부터 1890년까지 4년 동안 이 직책을 성공적으로 수행했다. 한편, 한국에서는 서울특별시의 한국 수도에 주재한 역대 미국 대표들이 한국의 고종 황제에게 미국 정부 정책의 우호적이고 무사적인 성격을 깊이 인상시켰고, 이로 인해 비교적 많은 수의 미국인 고문을 확보하게 되었다. 따라서 1890년 9월 그레이트하우스는 한국 정부의 법률 고문으로 고용되었다. 당시 서울에는 이미 다른 8명의 미국인이 다양한 고문 자격으로 근무하고 있었는데, 이는 중국의 불만을 샀다. 그러나 중국 상무위원 위안스카이가 추가 외국인 고문 고용에 대해 긍정적인 제안을 했음에도 불구하고, 1891년 1월 3일 한국 정부는 그레이트하우스를 내무부 부총리로 임명하고 외국 법무 관련 업무를 담당하게 했다. 이 시기에 르 장드르 장군은 국왕의 외교 고문으로서 같은 사무실의 부총리였다. 그레이트하우스의 법률 지식은 조약 초안 작성, 서울 주재 외국 대표들과의 끊임없는 협상, 한국 법률 개정 및 적어도 서류상으로는 한국 사법 시스템 재편에 자주 활용되었다.
그레이트하우스의 가장 잘 알려진 업적은 1895년 10월 8일 일본 및 한국 공모자들에 의해 한국의 왕비 시해에 연루된 한국인들의 재판과 관련이 있었다. 왕이 일본 및 한국인 포획자들로부터 러시아 공사관의 안전한 곳으로 탈출한 후, 그는 그레이트하우스에게 왕비의 죽음을 둘러싼 상황에 대한 조사를 감독해 달라고 요청했다. 그레이트하우스는 법정의 모든 회의에 참석하고 증인을 심문했으며, 재판은 철저히 현대적인 방식으로 진행되었다. 그의 영향력 덕분에 재판은 일반적으로 모든 한국 법원의 절차를 훼손하던 심각한 결함에서 벗어날 수 있었고, 서구적 정의와 진실성에 대한 일반적인 근접성 면에서 모든 면에서 놀라웠다. 생애 마지막 몇 년 동안 그레이트하우스는 외교 문제에 대해 국왕의 비밀 고문 역할을 했다. 기록에 따르면 그는 결혼한 적이 없으며, 어머니가 그가 죽을 때까지 함께 있었다. 일본에 있는 동안 그는 젊은 고아인 H. A. 도스 레메디오스를 비서로 고용했다. 한국으로 갈 때 그는 조수를 데리고 갔고 도스 레메디오스는 공식적으로 입양되지는 않았지만 사실상 아들이자 비서의 위치를 차지하게 되었다. 그레이트하우스는 1899년 10월 21일 한국 정부에 봉직하던 중 서울에서 사망했다. 그는 서울 중심부의 양화진 외국인 선교사 묘원에 안장되어 있다.

## 내용주
1. ↑  《Appletons' Cyclopædia of American Biography》 (PDF). New York: D. Appleton. 1901. 526쪽.